# Hans Joachimsson
Hans Joachimsson, född 1867 i Bankekind, död 1924, var en svensk jurist. Han utnämndes 1894 till vice häradshövding och 1905 till häradshövding i Finspånga läns härad. Han var även ledamot av Norrköpings stadsfullmäktige och ordförande av dess drätselkammare.